# Inocybe sambucina
Inocybe sambucina (Elias Magnus Fries, 1821 ex Lucien Quélet, 1887) din încrengătura Basidiomycota, în familia Inocybaceae și de genul Inocybe este o specie rară de ciuperci otrăvitoare care poate provoca intoxicații letale. Acest burete coabitează, fiind un simbiont micoriza (formează micorize pe rădăcinile arborilor). Un nume popular nu este cunoscut. În România, Basarabia și Bucovina de Nord trăiește în grupuri, pe sol nisipos, fără sau sărac în calcar, în păduri de conifere și mixte cu predilecție sub molizi și. pini.  Apare de la câmpie la munte, din (iunie) iulie până în noiembrie.

## Taxonomie

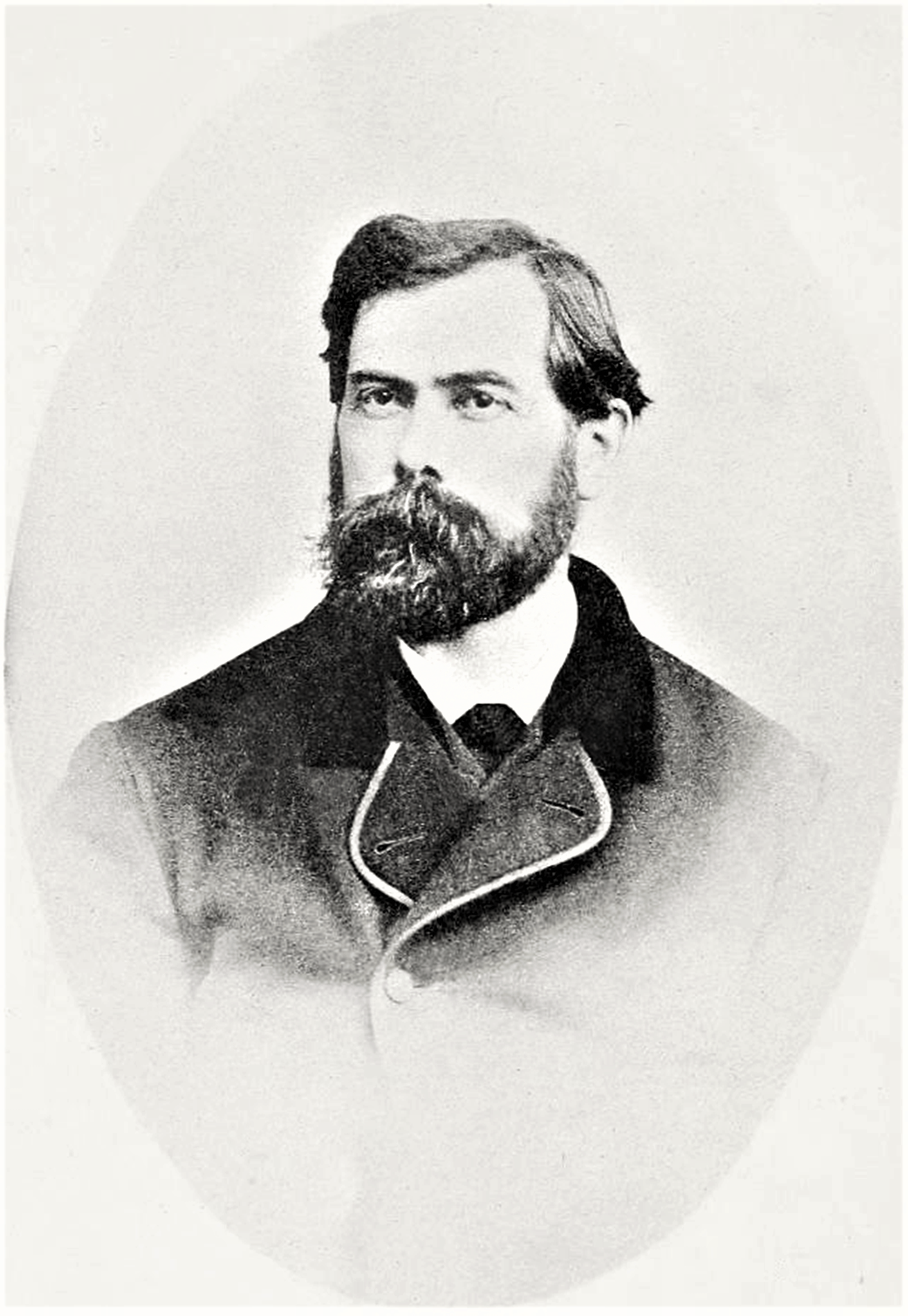
Lucien Quélet

Specia a fost descrisă pentru prima dată drept Agaricus obesus de omul de știință german August Batsch în volumul 3 al marii sale opere Elenchus Fungorum latine et germanice din 1789, dar numele binomial hotărât este Agaricus sambucinus, creat de faimosul savant suedez Elias Magnus Fries în volumul 1 al trilogiei sale Systema Mycologicum din 1821.
Apoi, în 1872, renumitul micolog francez Lucien Quélet a transferat specia corect la genul Inocybe sub păstrarea epitetului, de verificat în volumul 5 al Mémoires de la Société d'Émulation de Montbéliard, fiind numele curent valabil (2021).
Sinonim obligatoriu este Inocybe geophylla var. sambucina, denumit astfel de cunoscutul micolog german Paul Kummer în lucrarea sa principală Der Führer in die Pilzkunde: Anleitung zum methodischen, leichten und sicheren Bestimmen der in Deutschland vorkommenden Pilze mit Ausnahme der Schimmel- und allzu winzigen Schleim- und Kern-Pilzchen din 1871.
Toate celelalte încercări de redenumire sunt acceptate sinonim, însă nu (mai) sunt folosite.
Epitetul specific este derivat din cuvântul latin (latină sambucus=soc), datorită culorii cuticulei, similară cu cea a florilor socului.

## Descriere

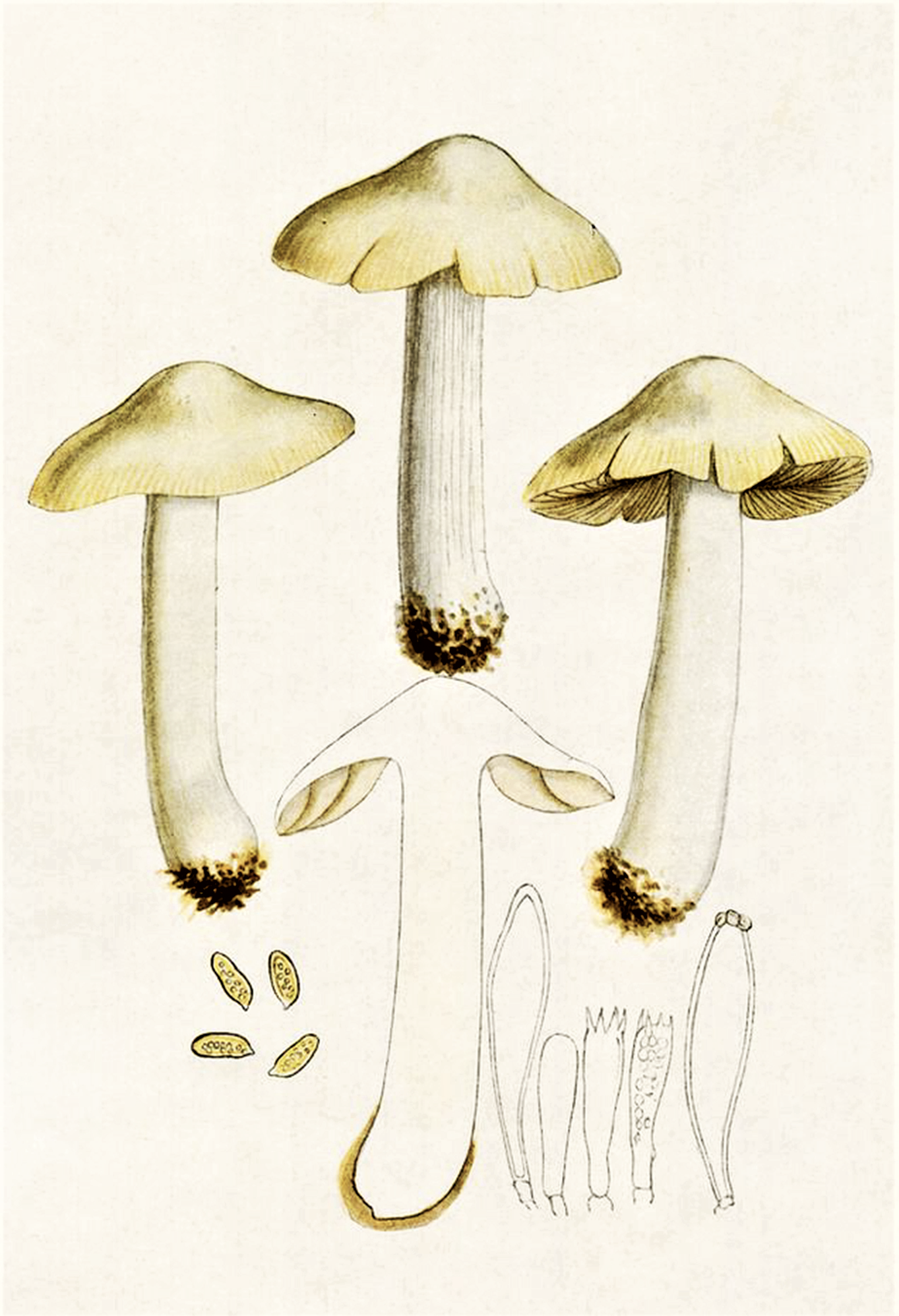
Bres.: Inocybe sambucina

- Pălăria: cu un diametru de 4-7 (9) cm este relativ cărnoasă pentru acest gen de ciuperci, robustă, fibroasă, inițial în formă lată de clopot, mai târziu mai mult sau mai puțin aplatizată cu o cocoașă accentuată, la bătrânețe chiar adâncită în centru și cu crăpături radiale uneori adânci. Marginea la început îndoită în jos devine cu timpul puțin ondulată și în sfârșit răsucită în sus. Cuticula este mătăsoasă, de fapt netedă, dar colant foarte fin și dens radial-fibroasă, la umezeală unsuroasă, nu rar brumată argintiu. Coloritul în tinerețe alb, devine repede albicios ca floarea socului, pentru a se decolora cu avansarea în vârstă gălbui până brun-gălbui de-a lungul fibrelor, mijlocul rămânând albui.
- Lamelele: sunt slab bombate, subțiri și destul de aglomerate, intercalate precum fin aderate cu un dinte la picior, muchiile drepte devenind zimțate la bătrânețe. Coloritul mai întâi albicios, devine odată cu vârsta palid bej-gălbui.
- Piciorul: de 4-8 (11) înălțime și de 1-2 (3) cm grosime este drept, ocazional slab îndoit, gros, fibros și plin pe dinăuntru, cu baza ușor umflată. Suprafața canelată longitudinal este pe deplin brumată. Coloritul inițial alb capătă la bătrânețe nuanțe gălbuie. Nu prezintă un inel.
- Carnea: fibroasă, dură și fermă, de colorit alb cu nuanțe gălbuie care nu se decolorează după tăiere are un miros spermatic, în tăietură insistent dulceag și un gust blând. Ea conține o doză mare de muscarină.[3][4]
- Caracteristici microscopice: are spori ruginii alungiți ovoidal, puțin în formă de rinichi cu un apicol, netezi, având o mărime de (9) 10-12 x 6-7 microni. Pulberea lor este brun-roșiatică. Basidiile clavate cu 4 sterigme fiecare măsoară 30-35 x 8-9 microni. Cistidele (elemente sterile situate în stratul himenal sau printre celulele din pielița pălăriei și a piciorului, probabil cu rol de excreție) de 75-90 x 15-20 microni cu pereți de până la 3 µm grosime sunt clavat fusiforme, pediculate, vârfurile uneori cu, uneori fără structuri cristaline. Pereții nu reacționează cu hidroxid de potasiu. Pleurocistidele (elemente sterile situate în himenul de pe fețele lamelor) asemănătoare în aspect, dar mai mici, cu pereți subțiri, au o dimensiune de 40-75 x 16-20 microni, nepurtând incrustații în vârf.[10][11]
- Reacții chimice: nu sunt cunoscute.[12]

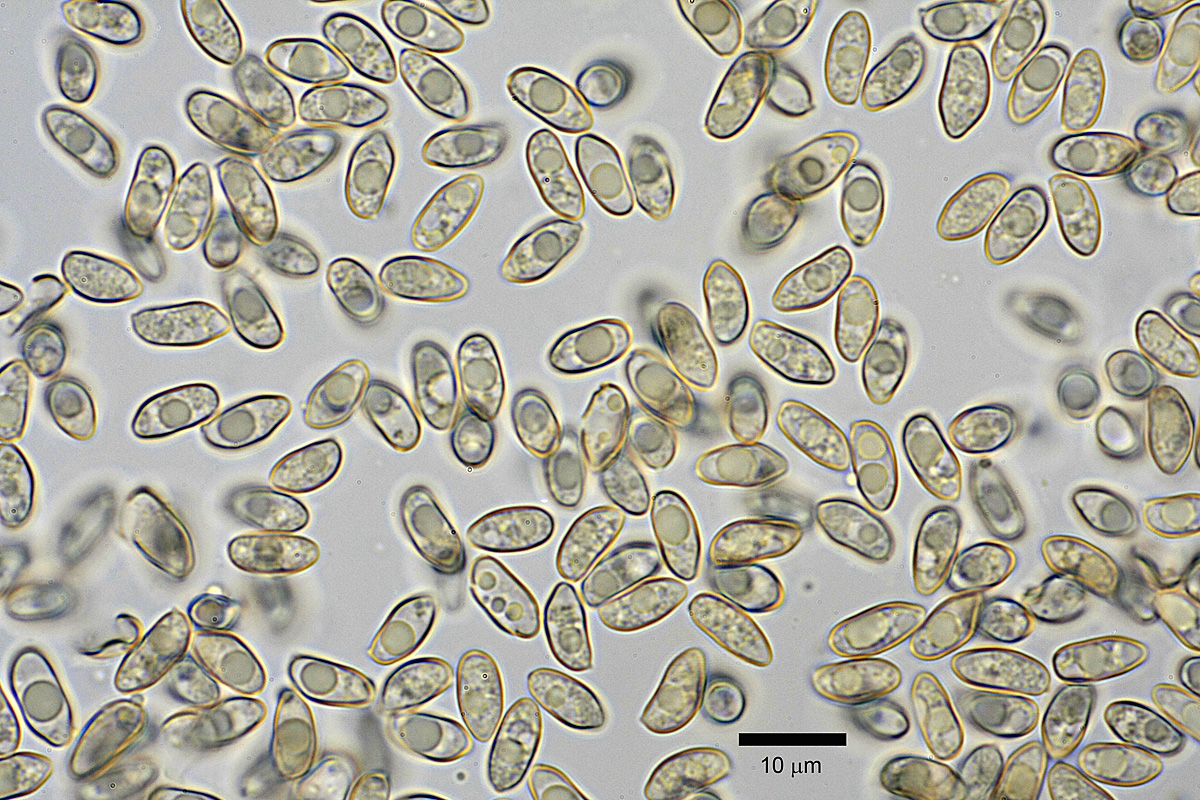
I. sambucina, spori
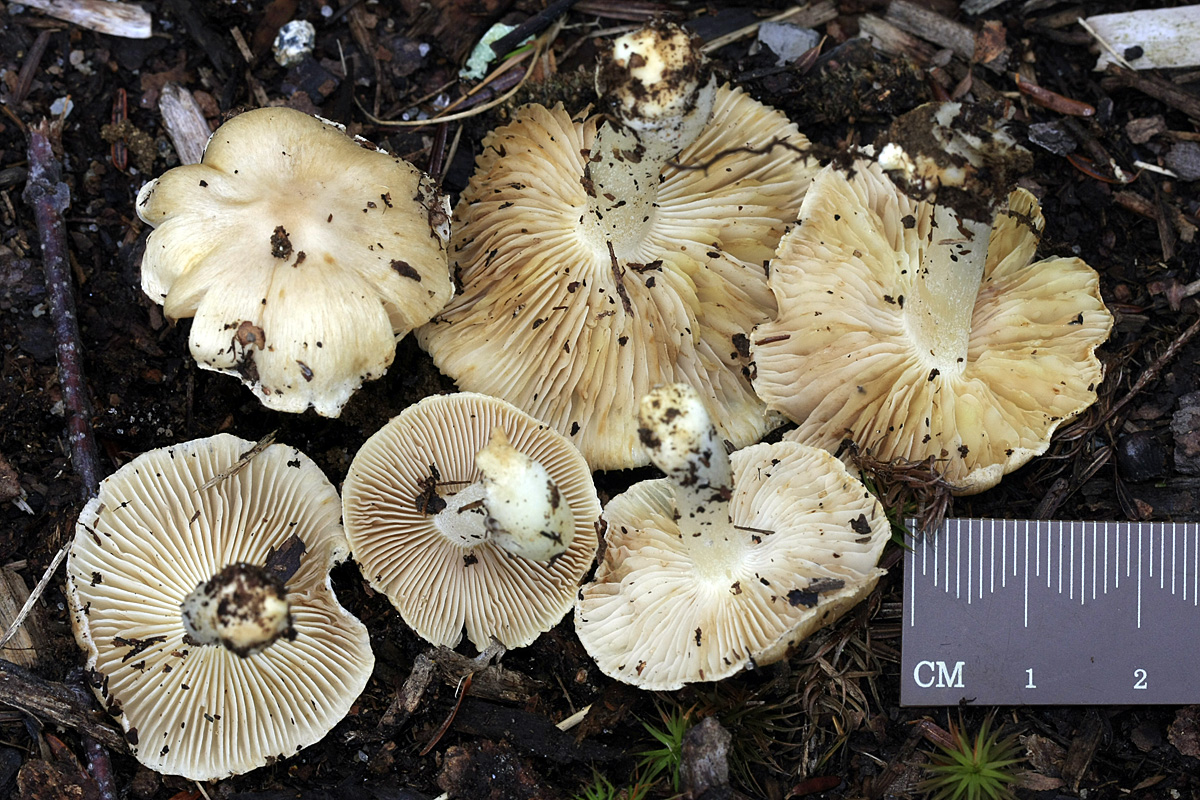
I. sambucina, lamele și picior în diverse stadii de evoluție

## Confuzii
Ciuperca și variațiile ei pot fi confundate în mod normal numai cu alte specii otrăvitoare de genul Inocybe, ca de exemplu: Inocybe cookei, Inocybe erubescens, Inocybe fibrosa, Inocybe geophylla (otrăvitoare), Inocybe hirtella, Inocybe pudica, Inocybe rimosa, Inocybe sindonia (posibil letală), Inocybe squamata, Inocybe umbratica sau Inocybe whitei, dar, de asemenea, cu comestibilele Agrocybe dura, Agrocybe praecox, și Tricholoma columbetta precum cu necomestibilele Entoloma excentricum, și Tricholoma album sau cu otrăvitoarea Hebeloma crustuliniforme.

## Specii asemănătoare în imagini

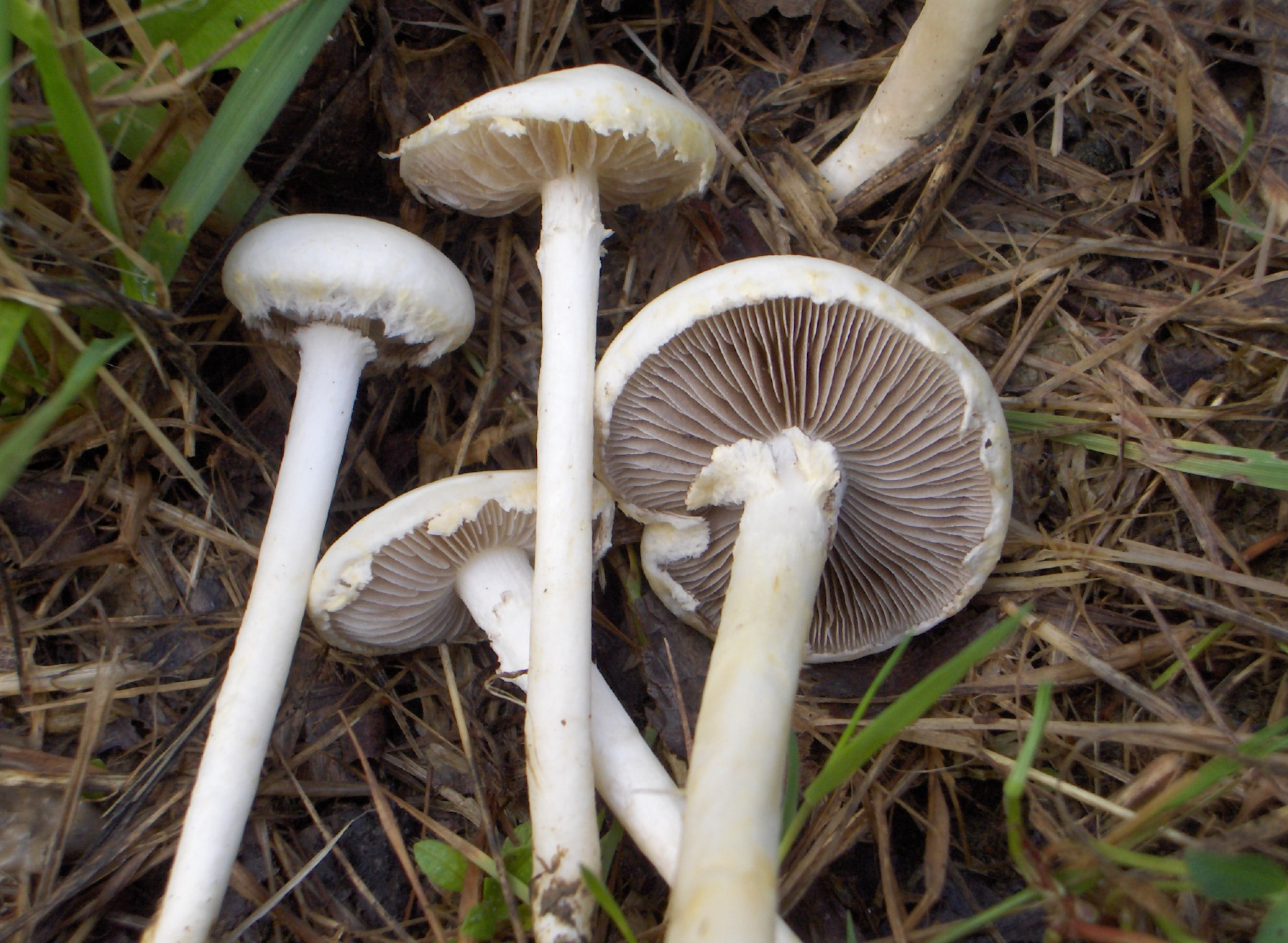
Agrocybe dura
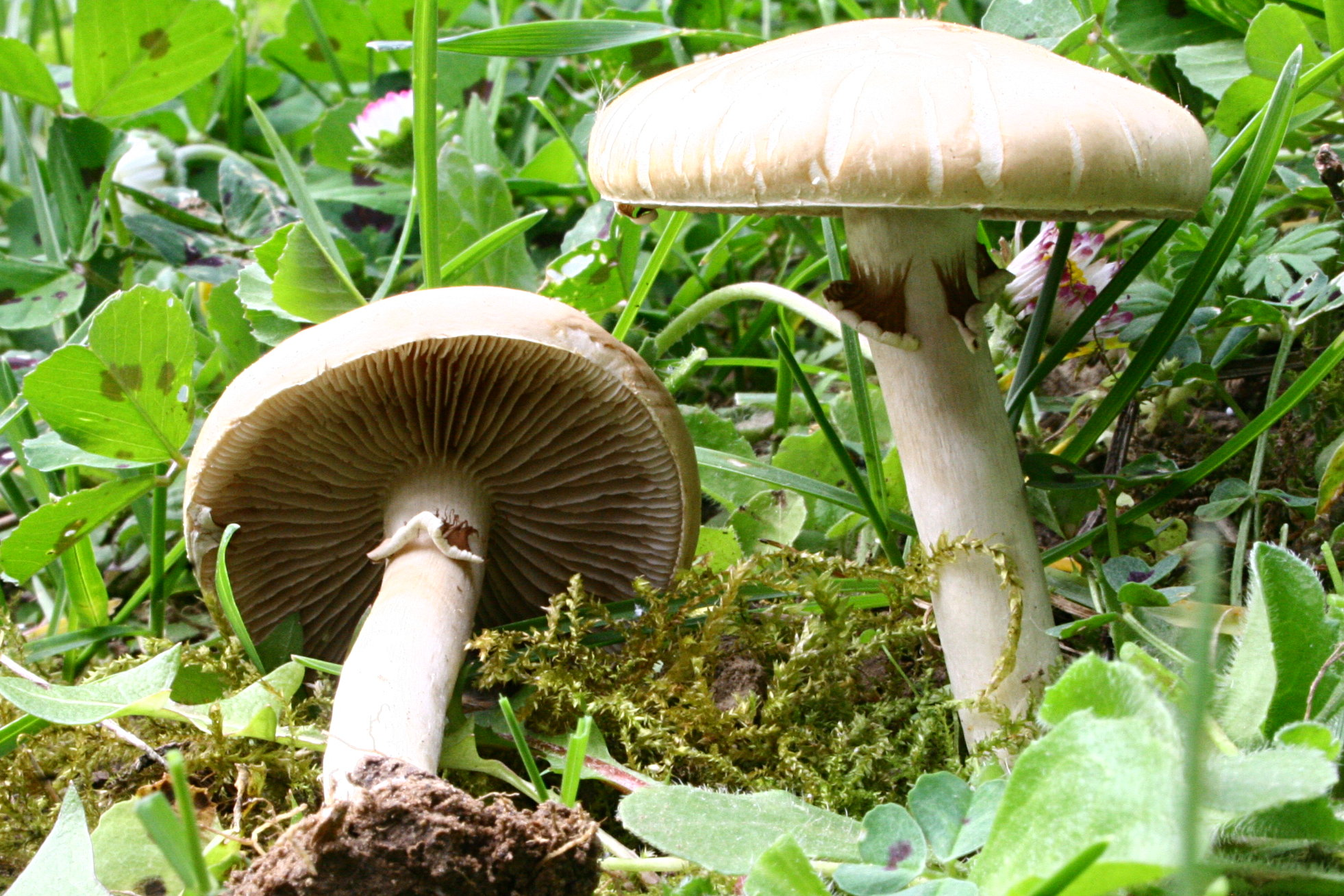
Agrocybe praecox
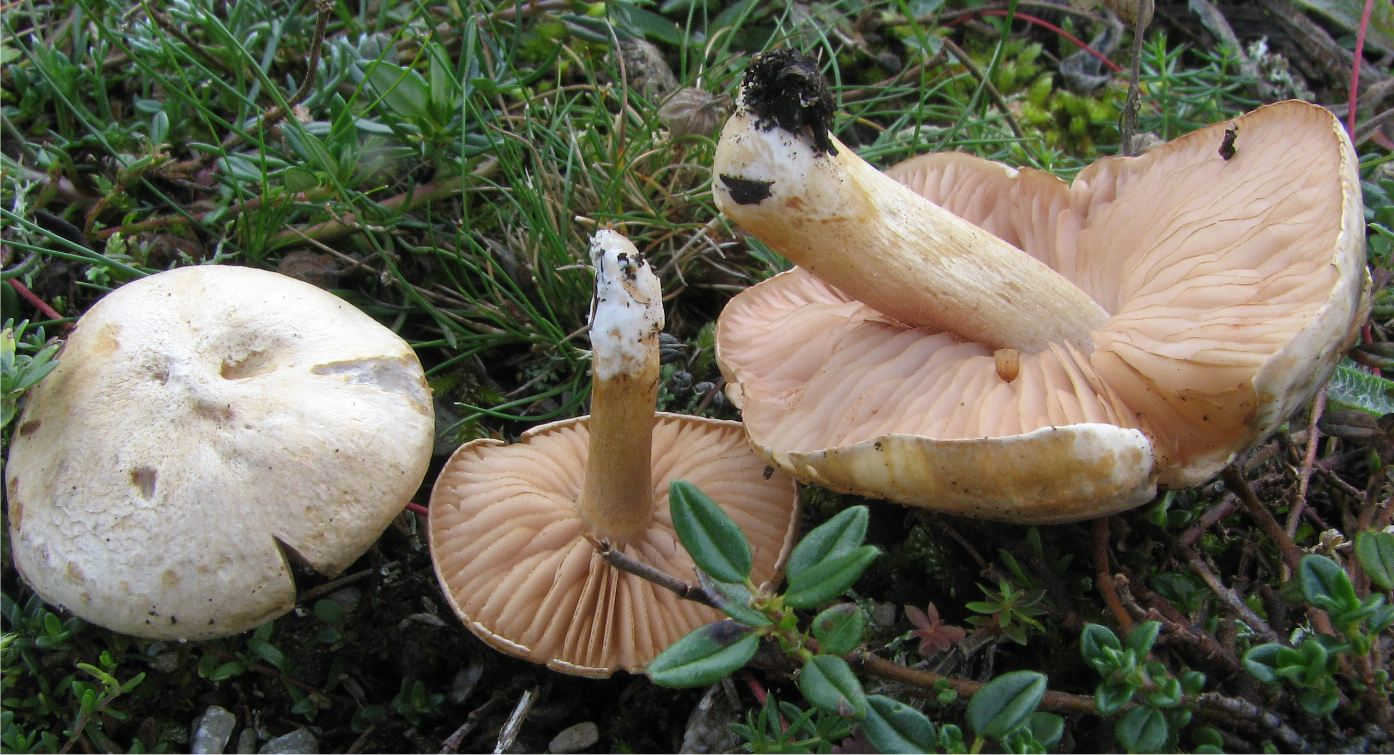
!Entoloma excentricum!
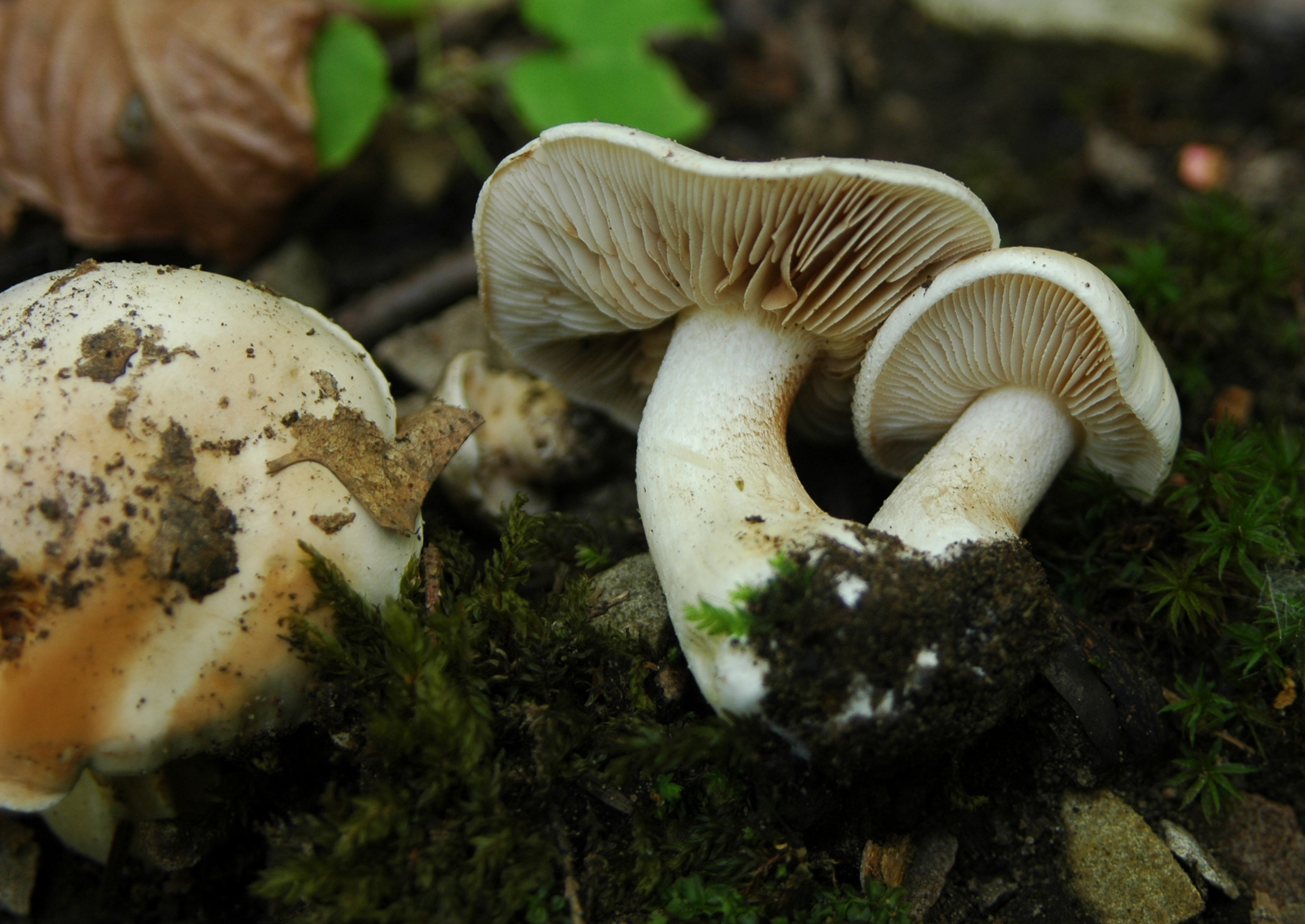
!!Hebeloma crustuliniforme!!
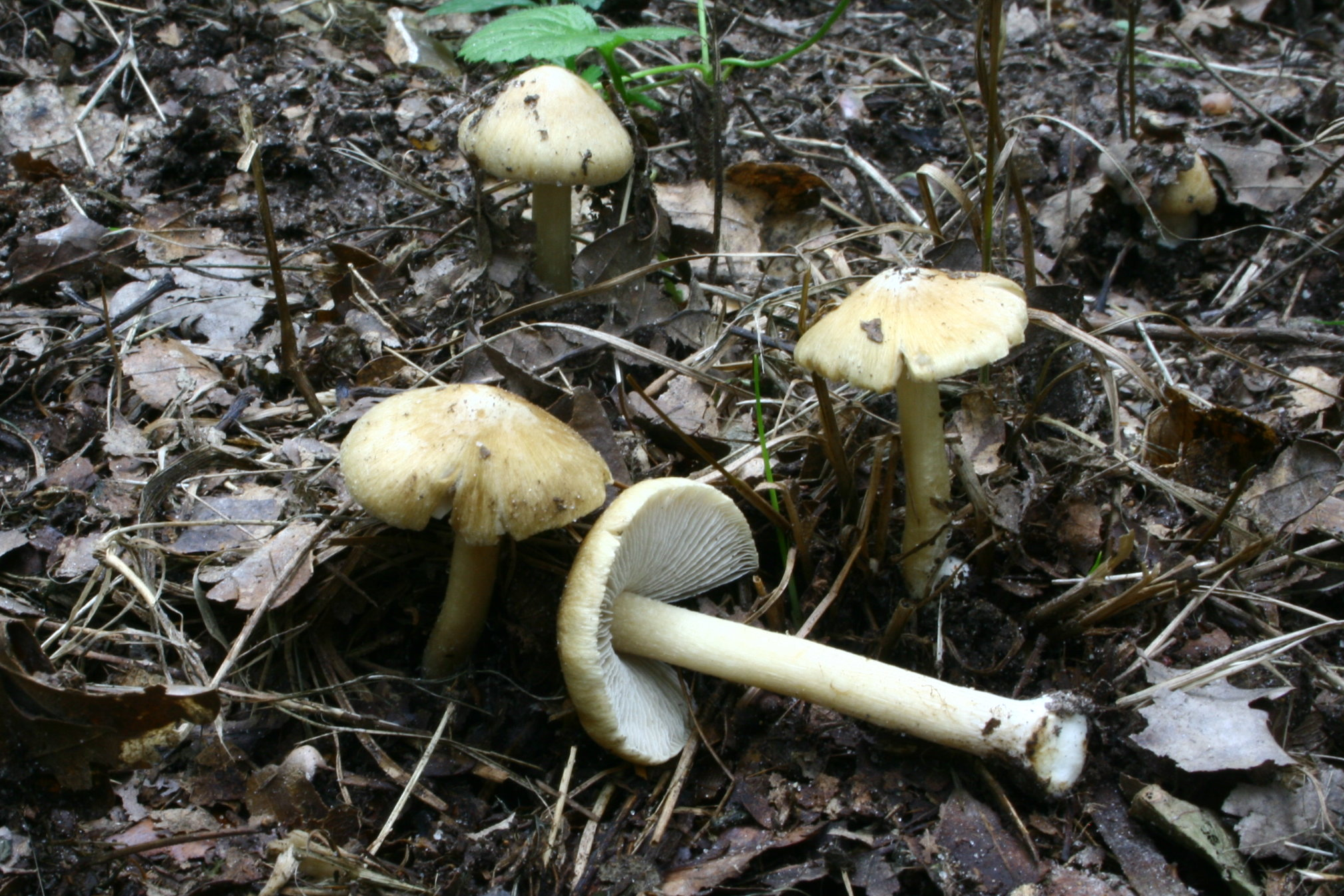
!!Inocybe cookei!!
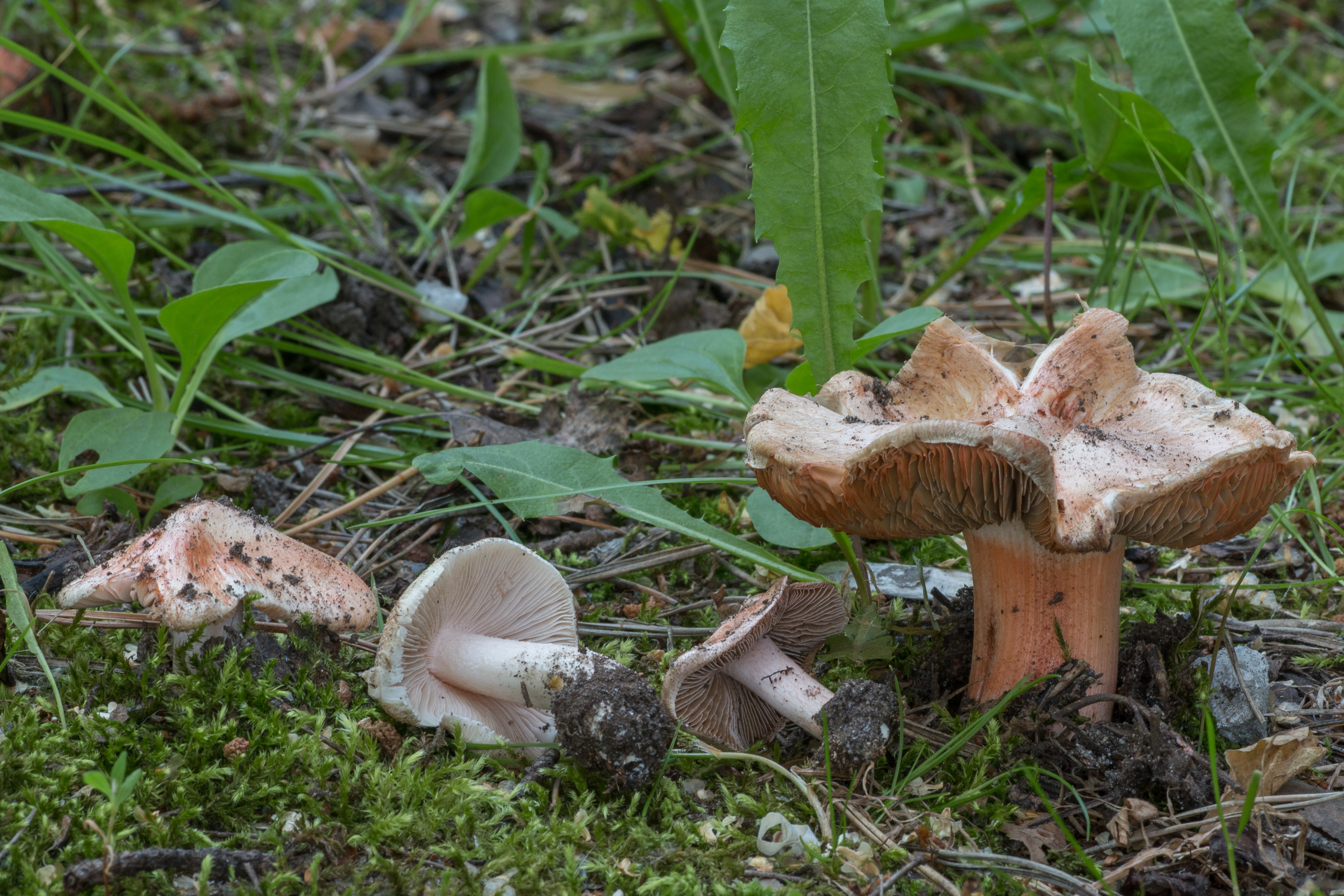
!!!Inocybe erubescens!!!
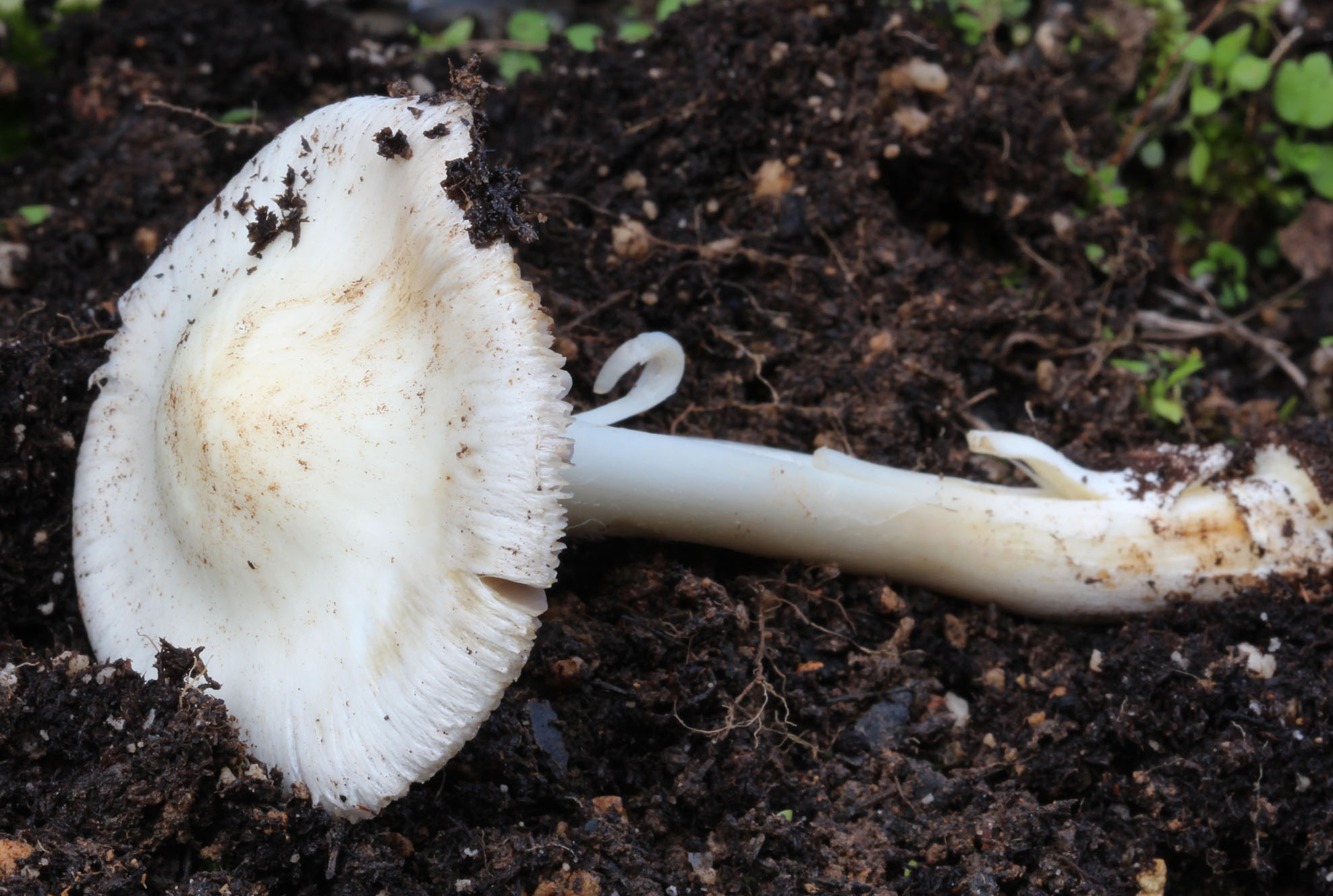
!!!Inocybe fibrosa!!!
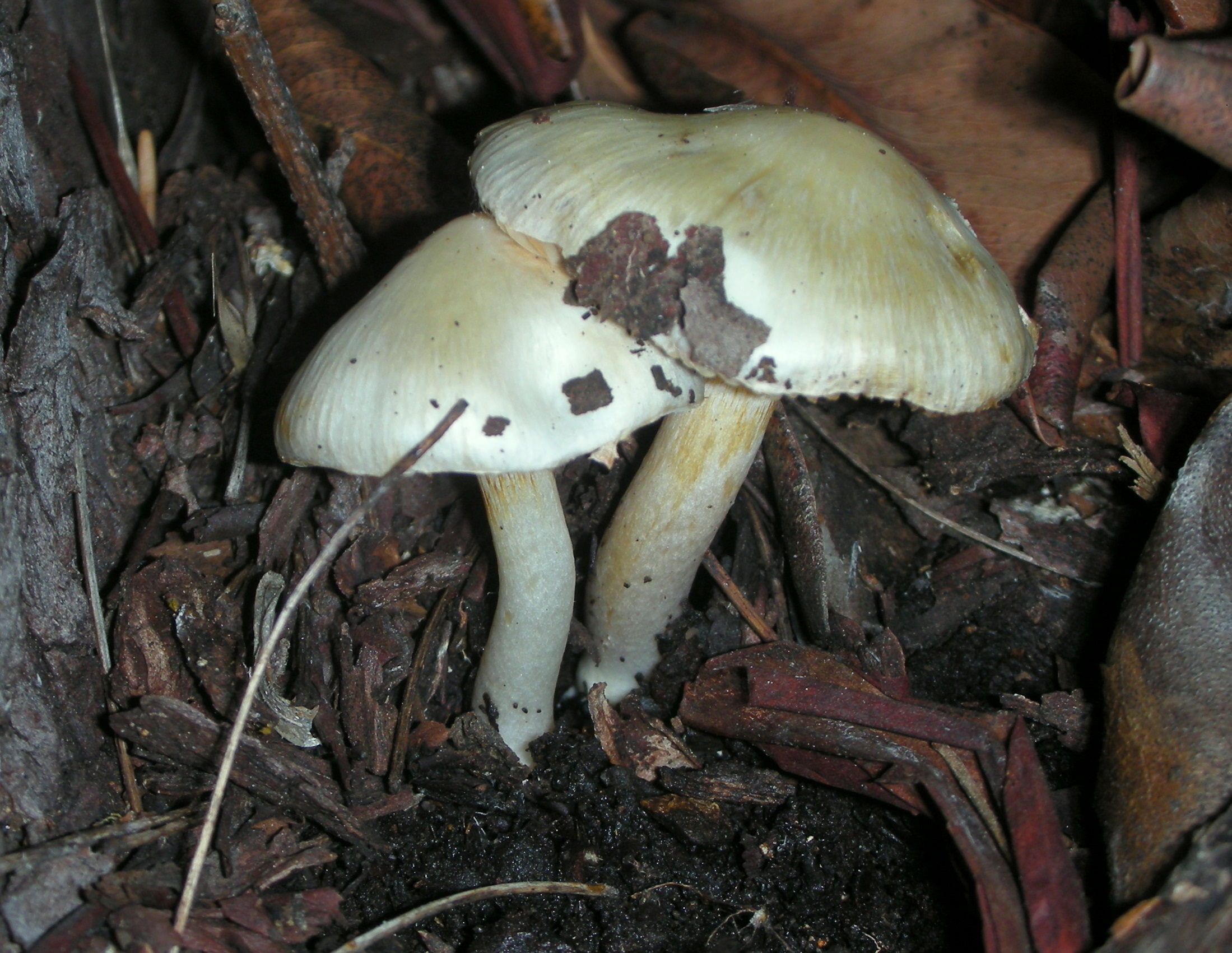
!!Inocybe geophylla!!
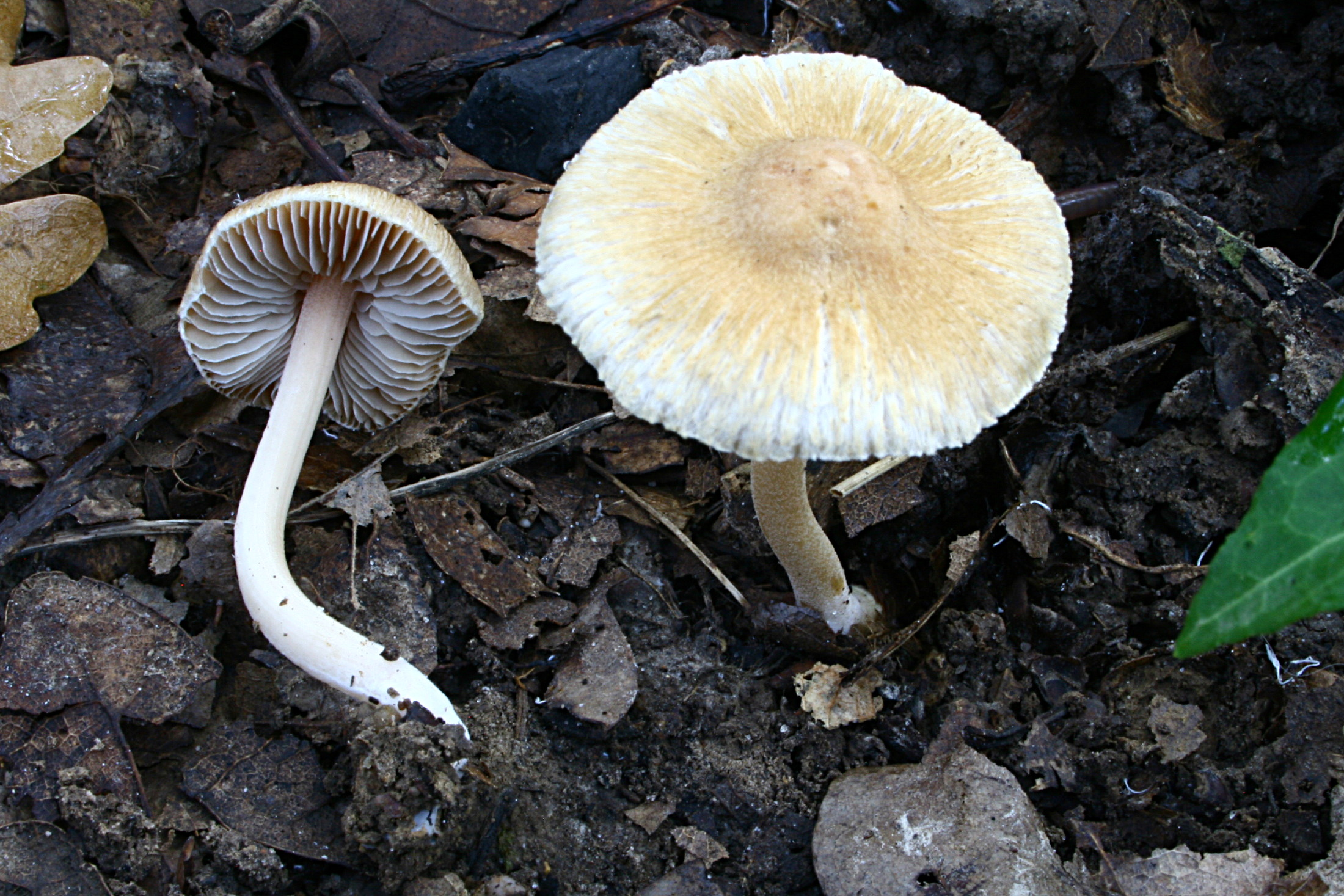
!!!Inocybe hirtella!!!

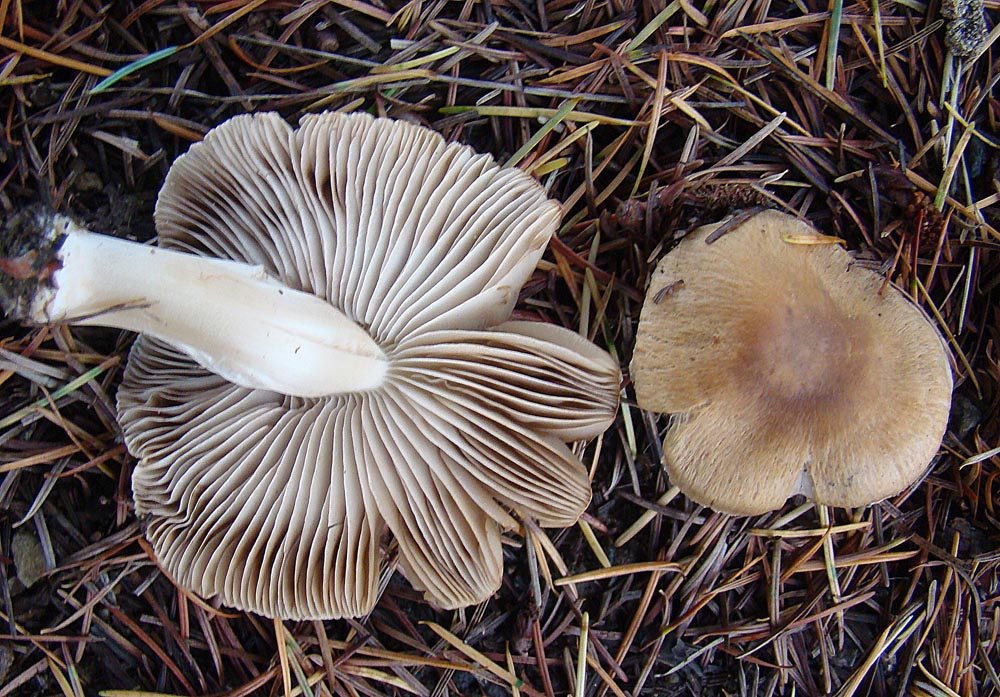
!!!Inocybe.rimosa!!!
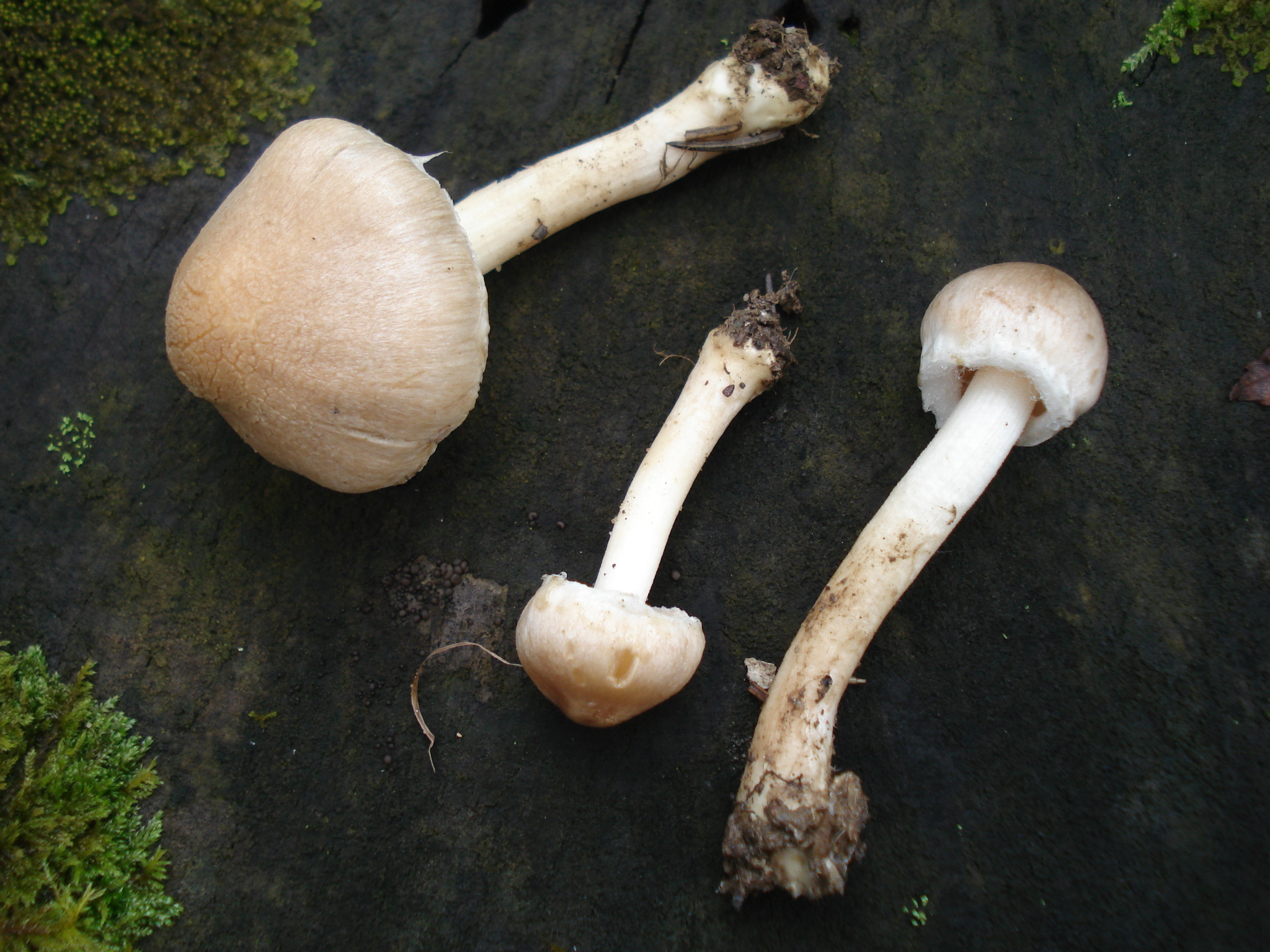
!!!Inocybe sindonia!!!
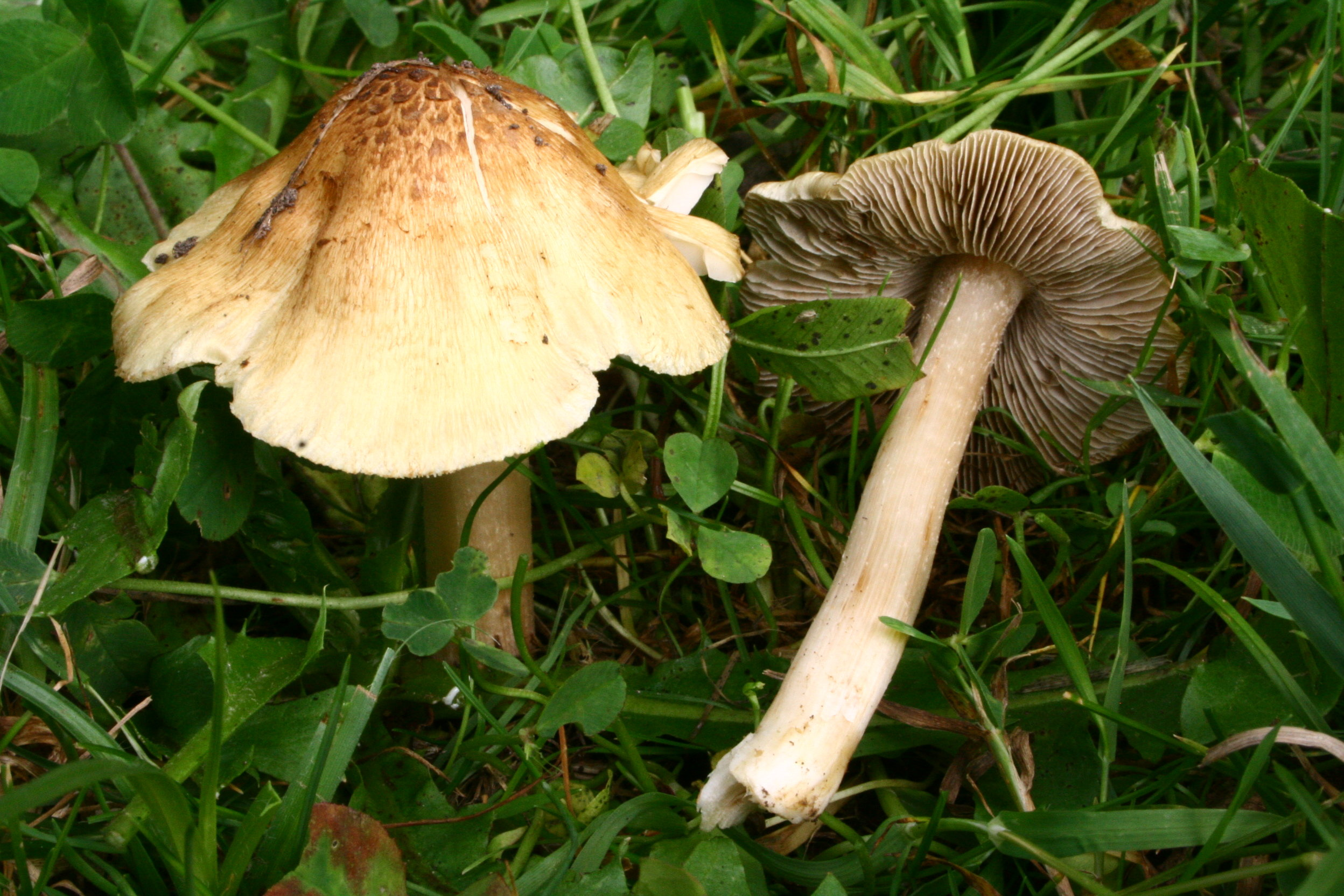
!!Inocybe squamata!!
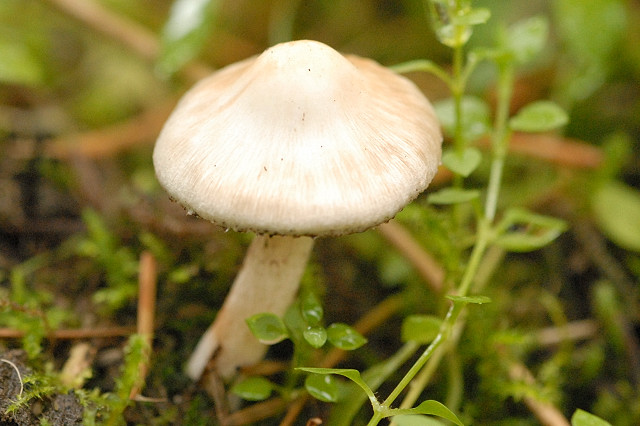
!!Inocybe.umbratica!!
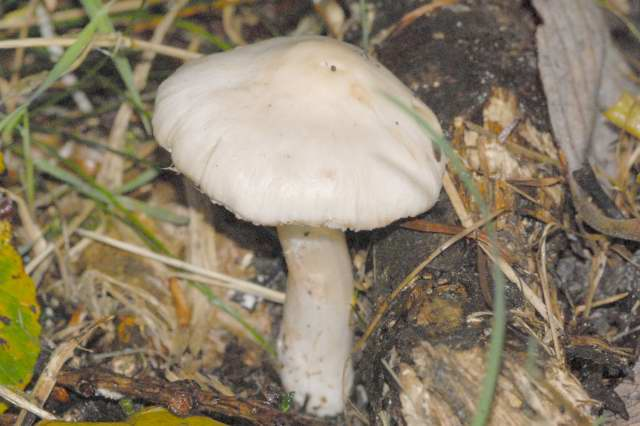
!!!Inocybe whitei!!!
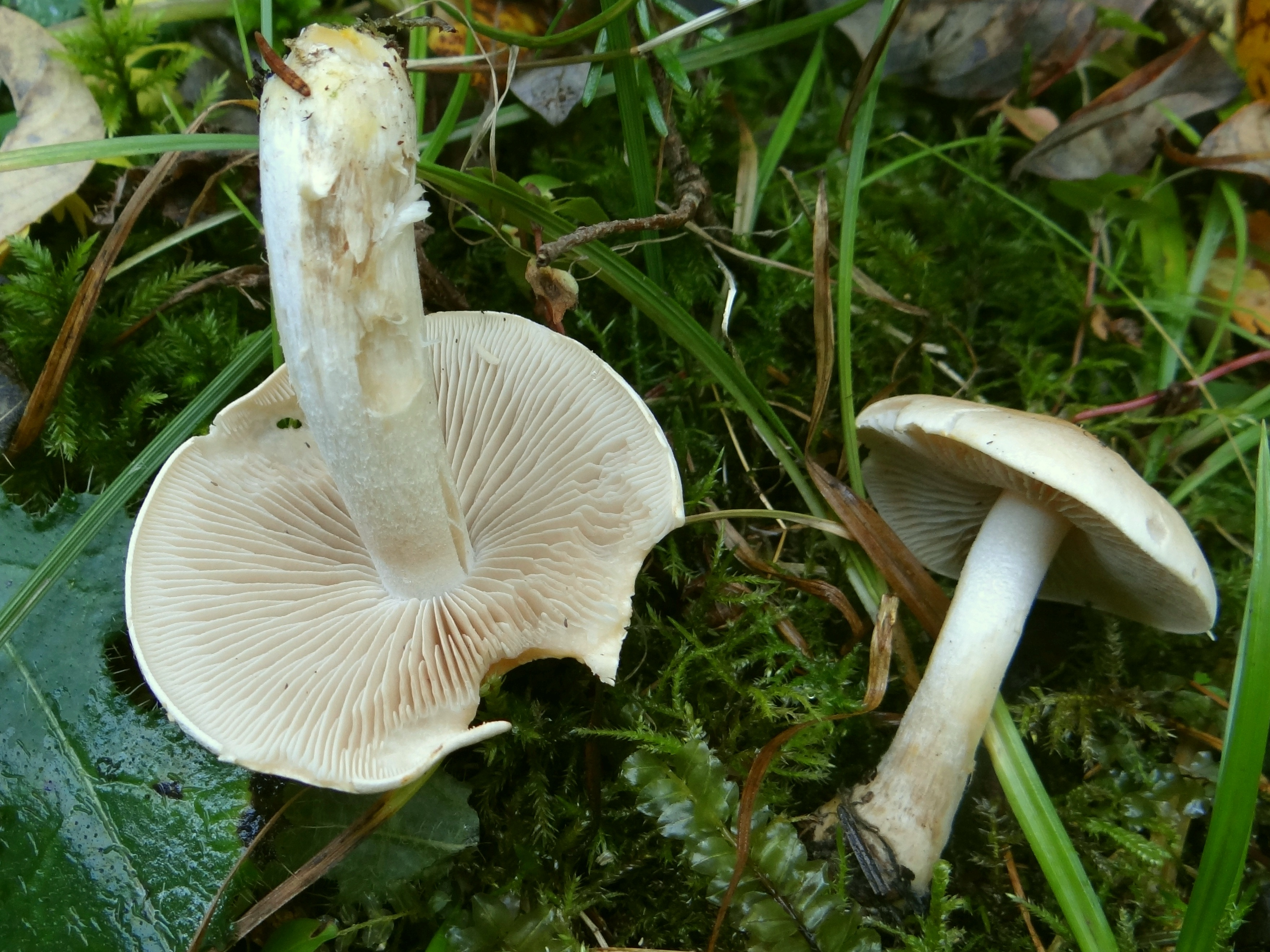
!Tricholoma album!
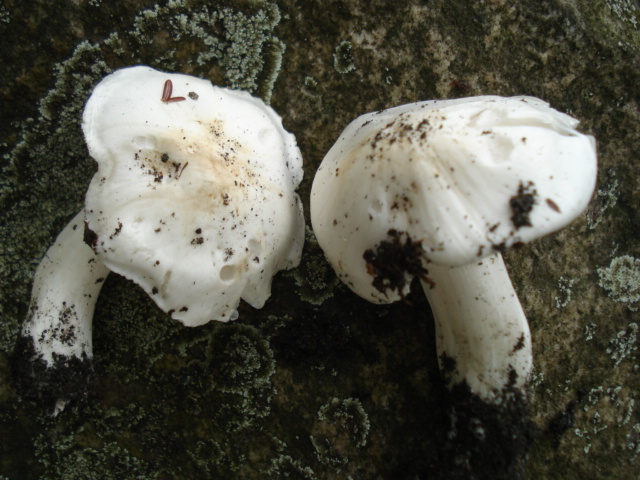
Tricholoma columbetta

## Valorificare
Specia este foarte otrăvitoare pentru că conține muscarină însă doze mari. După o scurtă perioadă de latență de la 15 minute la 2 ore, simptomele încep cu salivație, lacrimare, constricție a pupilei, tulburări vizuale severe, scăderea tensiunii arteriale și puls lent, vărsături, diaree și colici gastrice. O intoxicație fatală are loc în principal în cazuri severe (prin consumul de cantități mai mari) și/sau tărăgănate de otrăvire sau la persoane care au deja o stare de sănătate precară.